# تاترا ۶۰۳
تاترا ۶۰۳ (Tatra ۶۰۳) خودرویی است که در سال‌های ۱۹۵۶ تا ۱۹۷۵ در موراوی و چکسلواکی تولید شده‌است.
طراحی آن خودروهای موتور عقب-محور عقب بوده طول آن در حالت طبیعی ۵٬۰۶۵ میلیمتر (۱۹۹٫۴ اینچ)، عرض آن در حالت طبیعی ۱٬۹۱۰ میلیمتر (۷۵ اینچ)، ارتفاع آن در حالت طبیعی ۱٬۵۲۹ میلیمتر (۶۰٫۲ اینچ) و وزن آن در حالت طبیعی ۱٬۴۰۰ کیلوگرم (۳٬۱۰۰ پوند) است. 

## نگارخانه

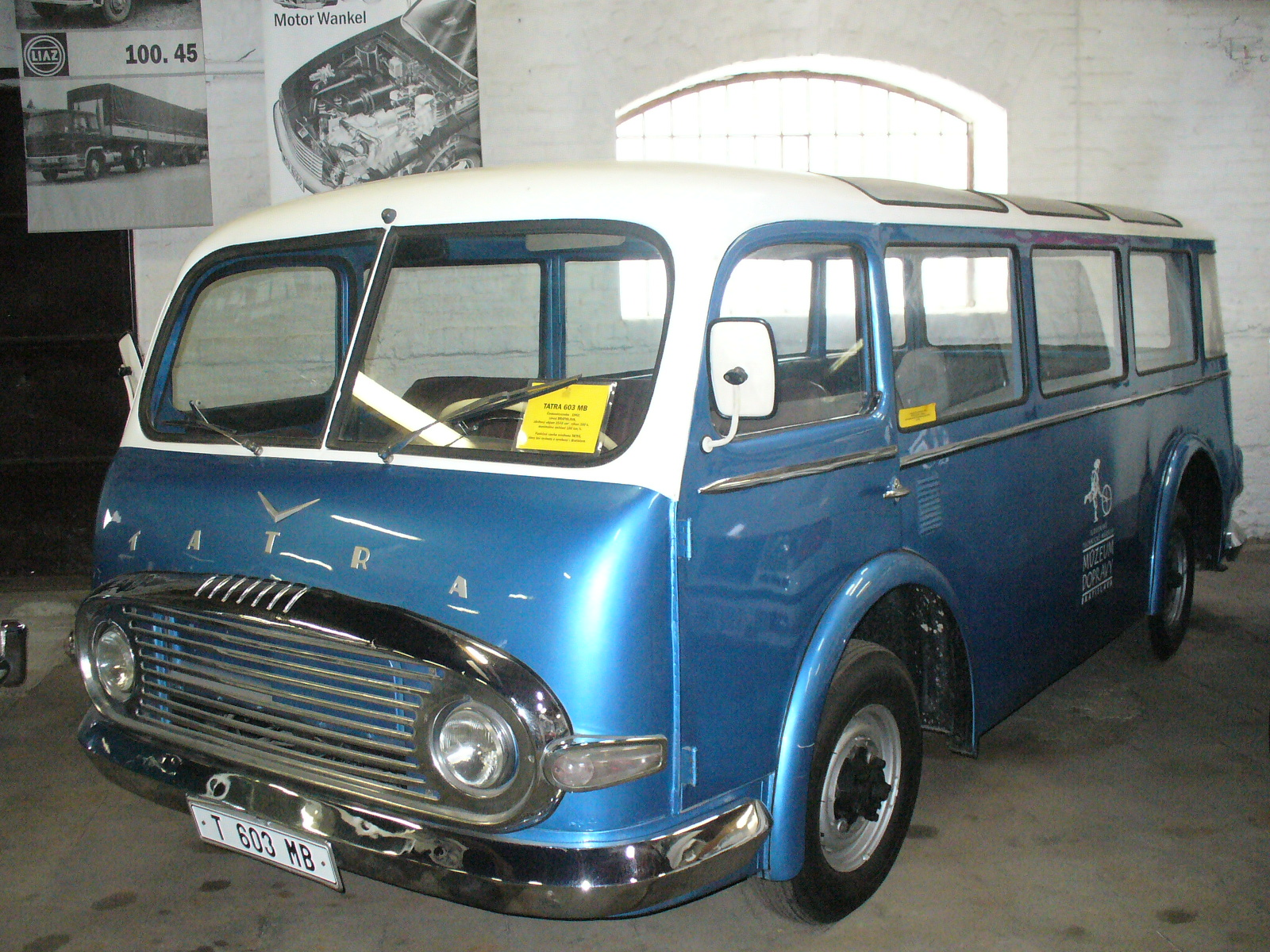
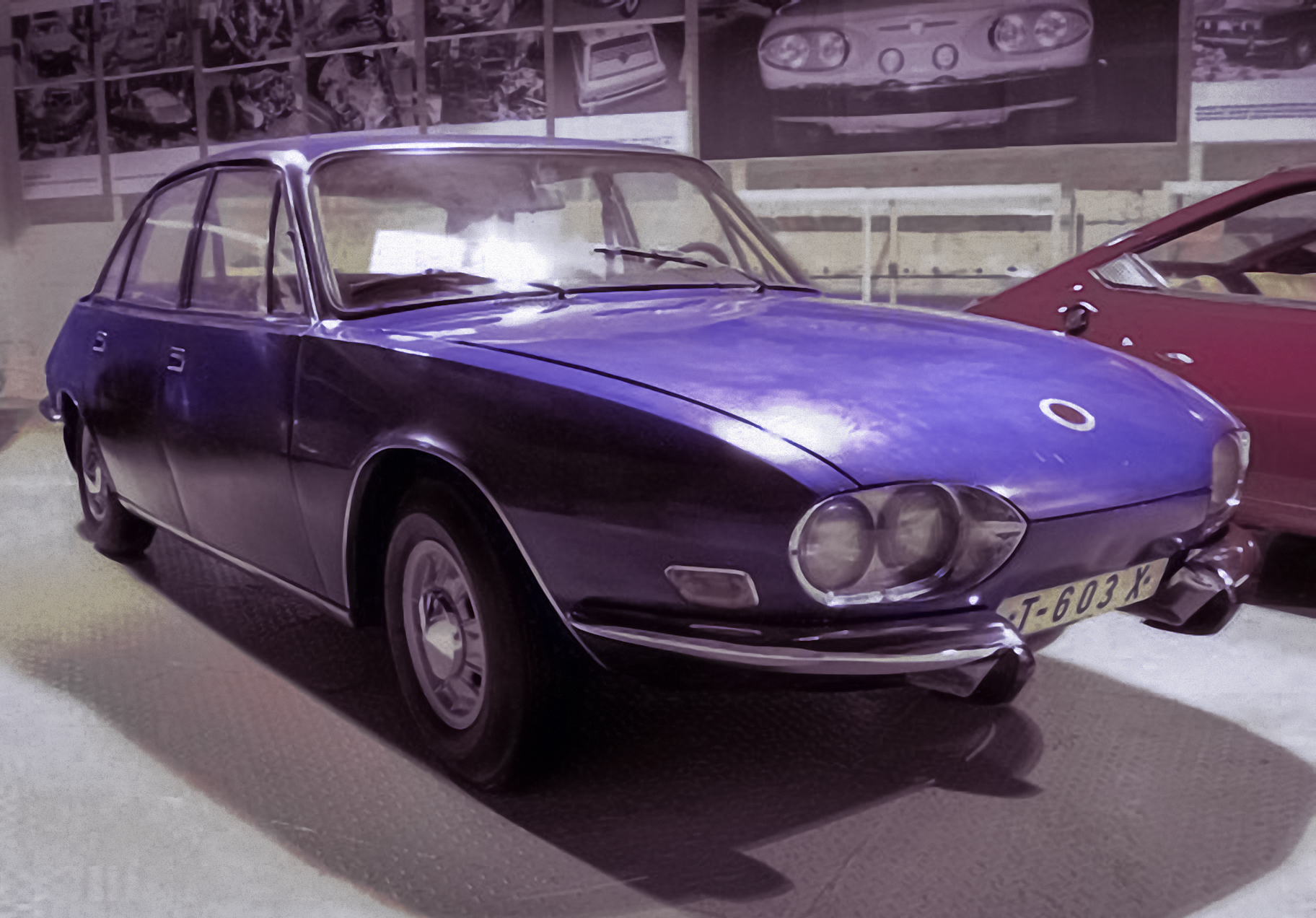
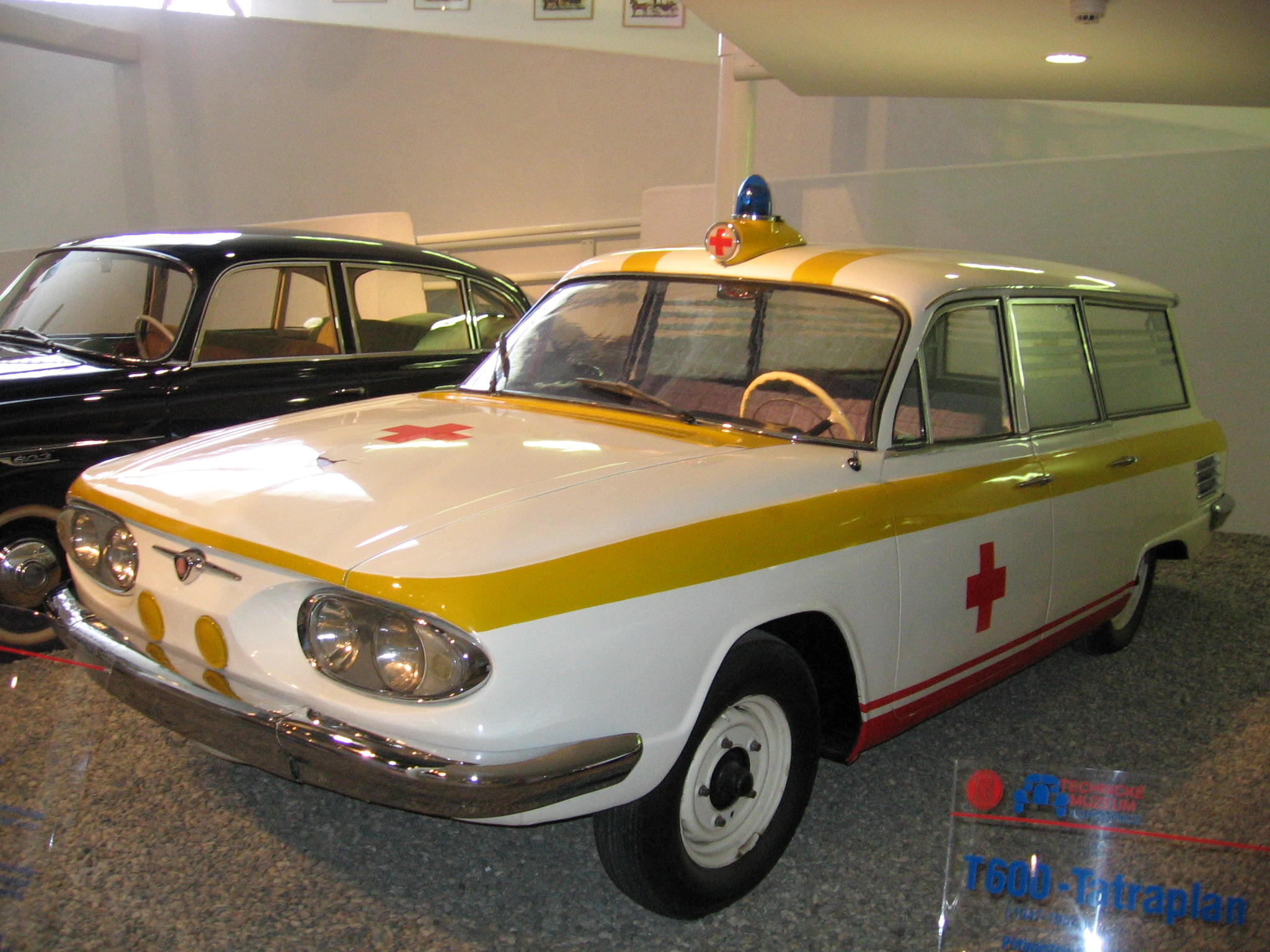
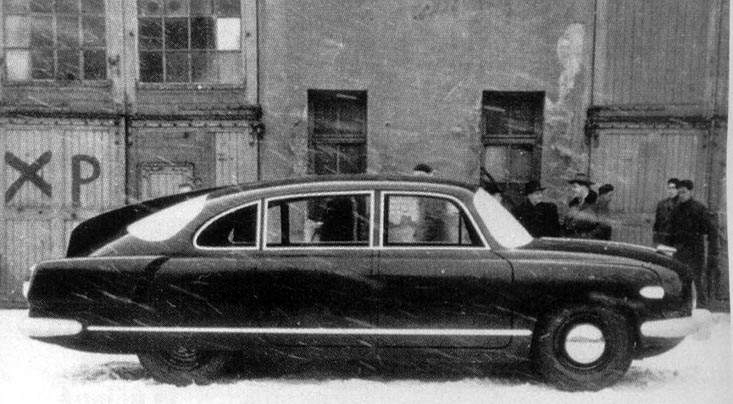
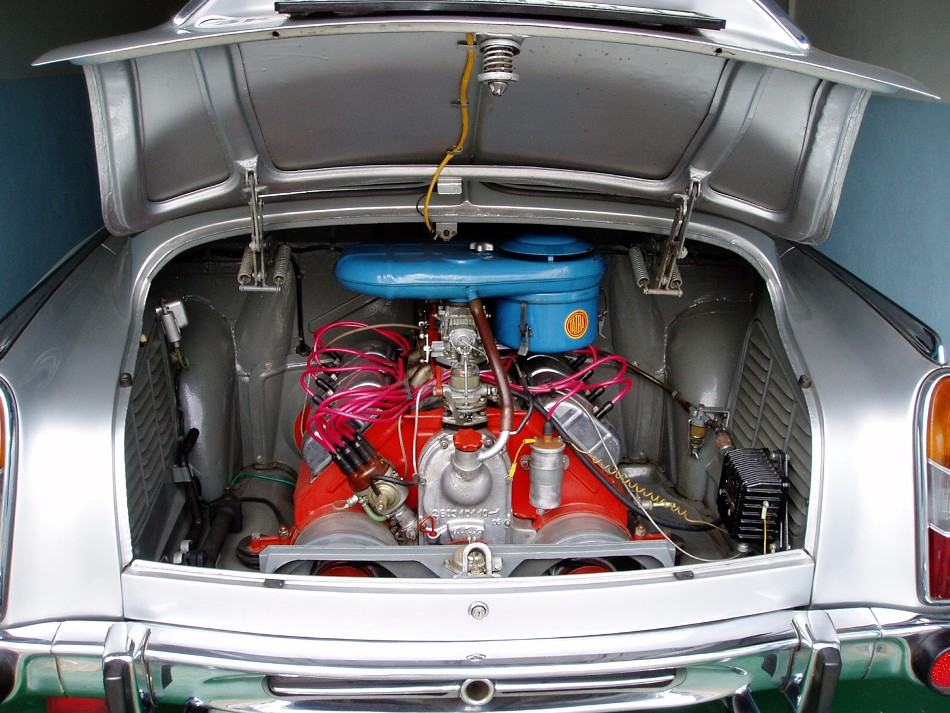
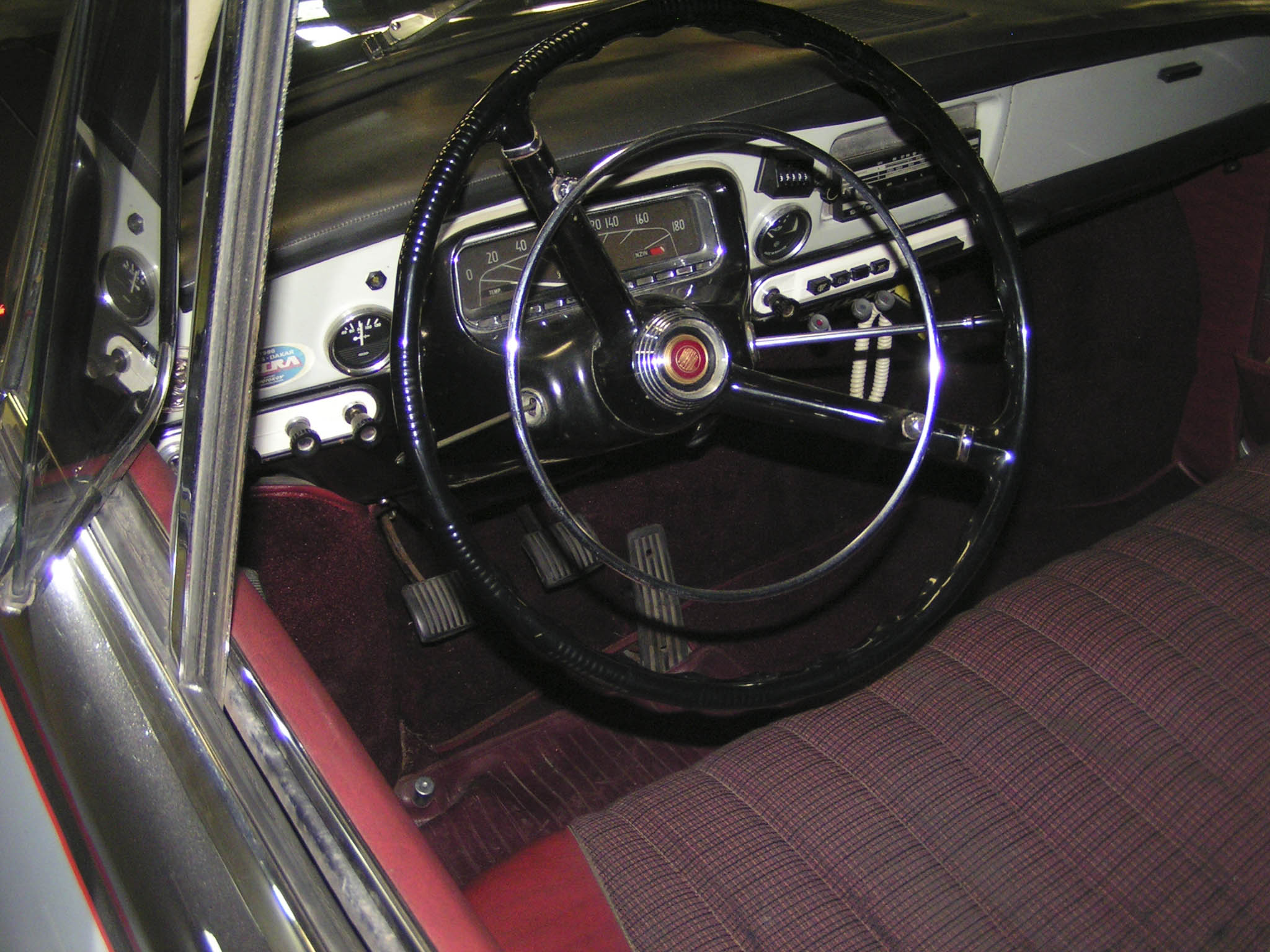
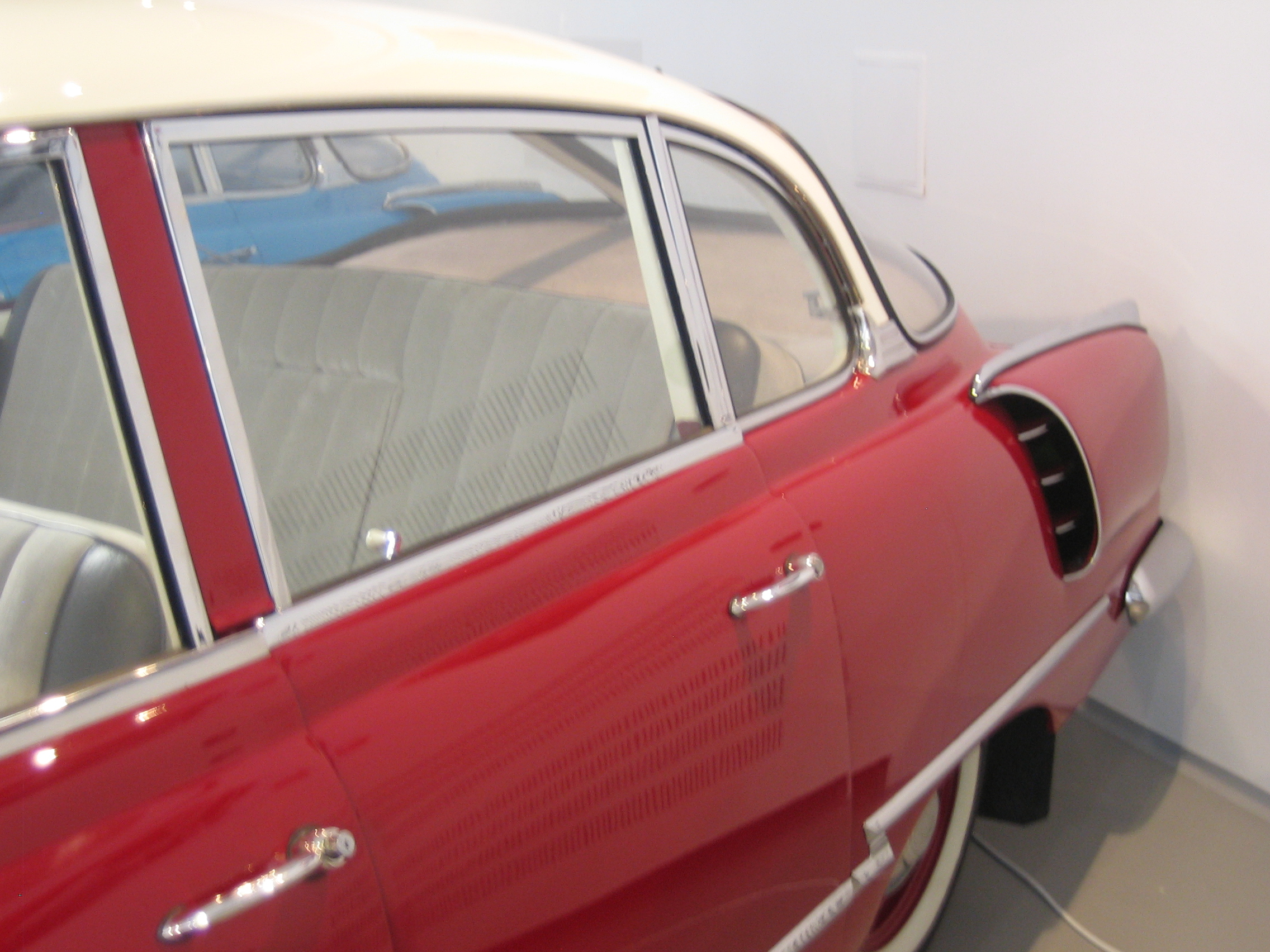
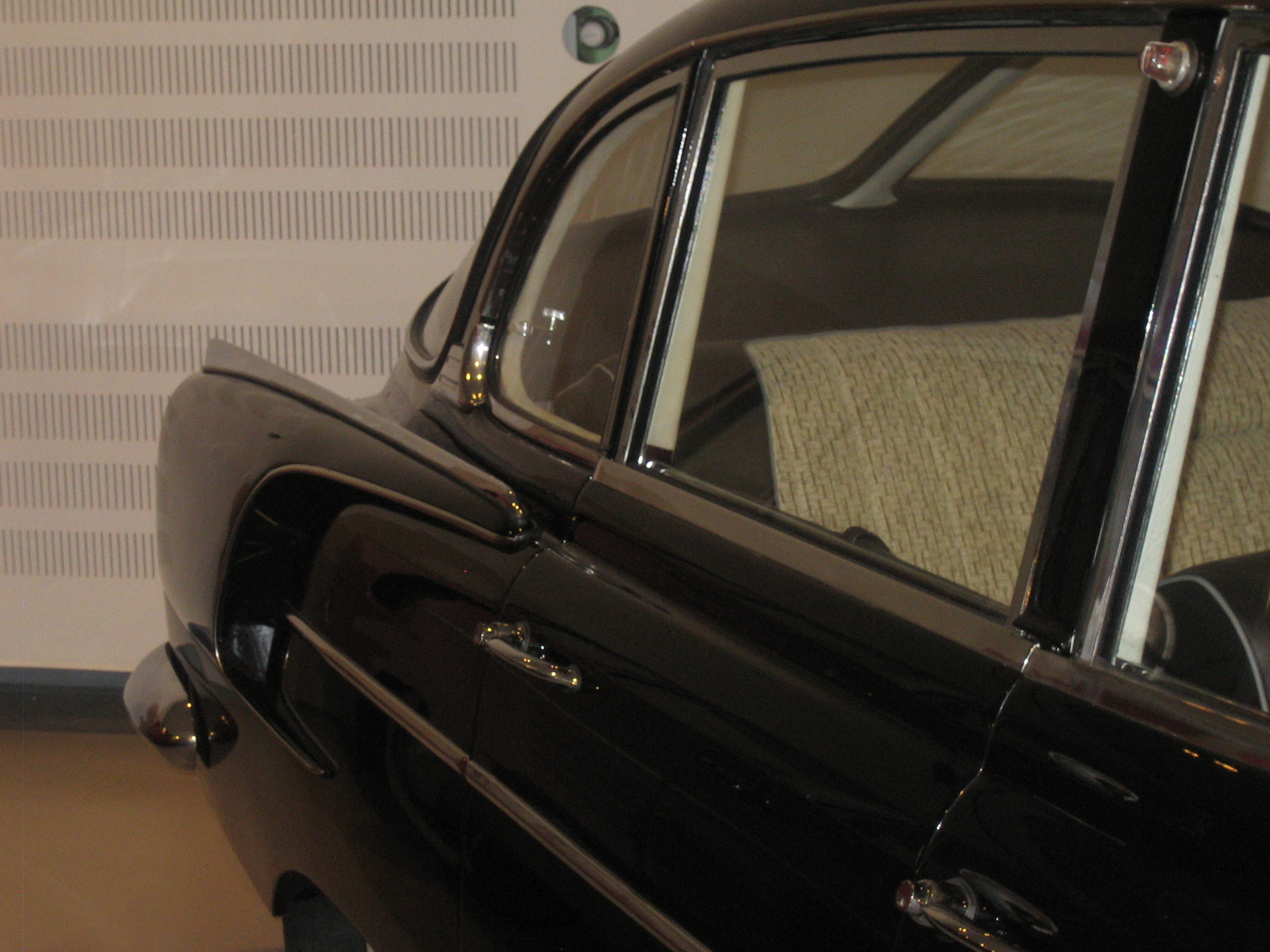
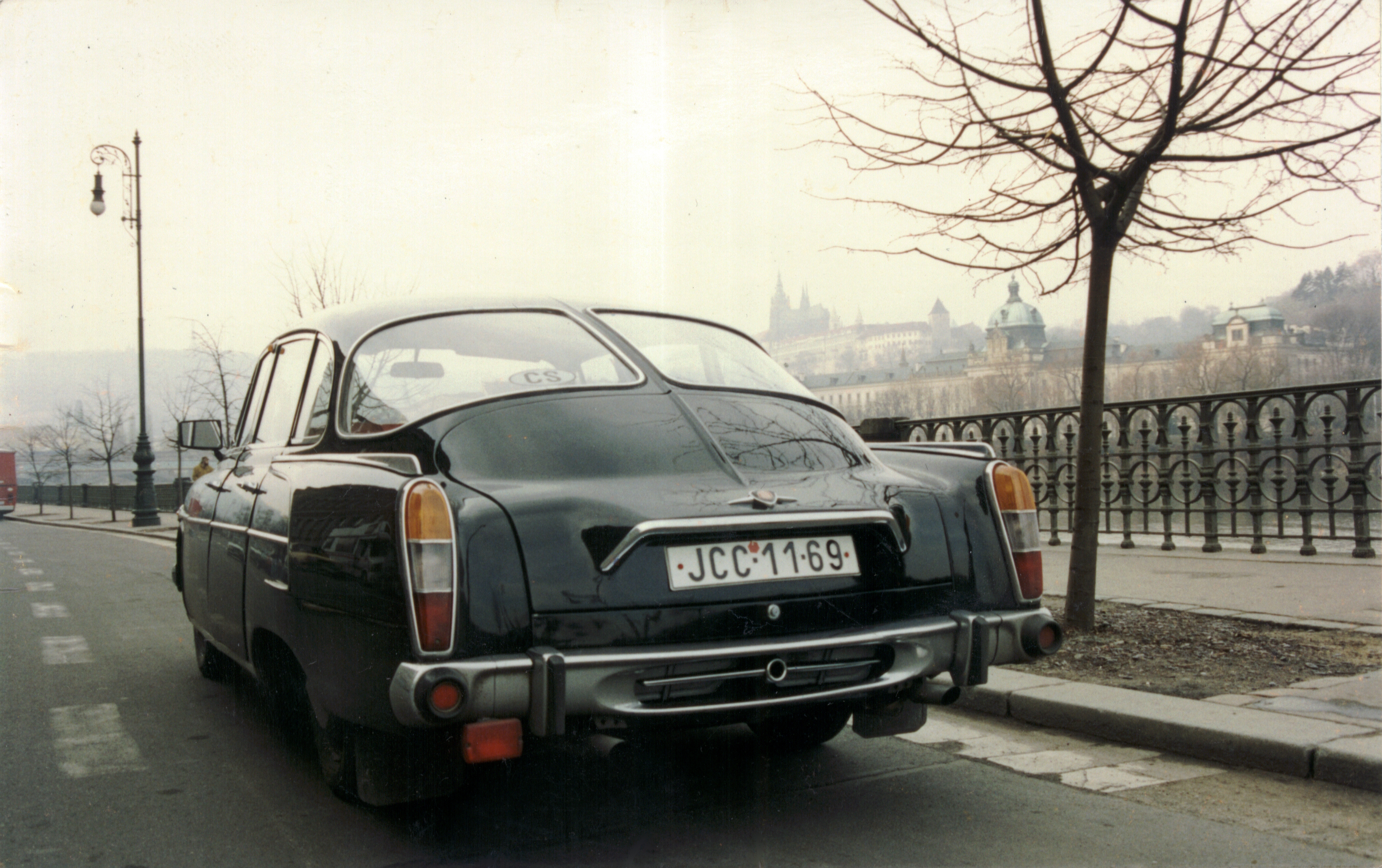
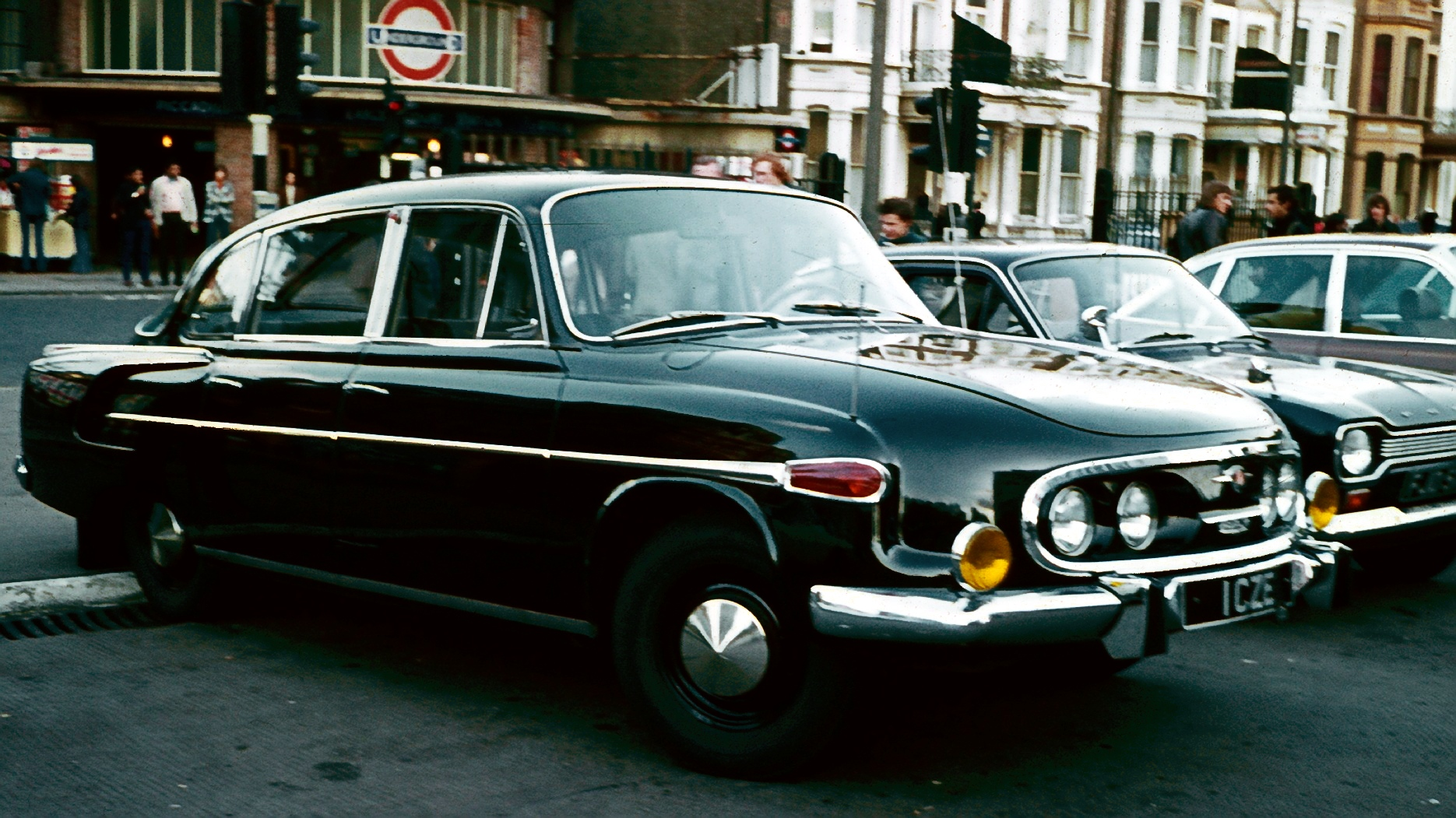
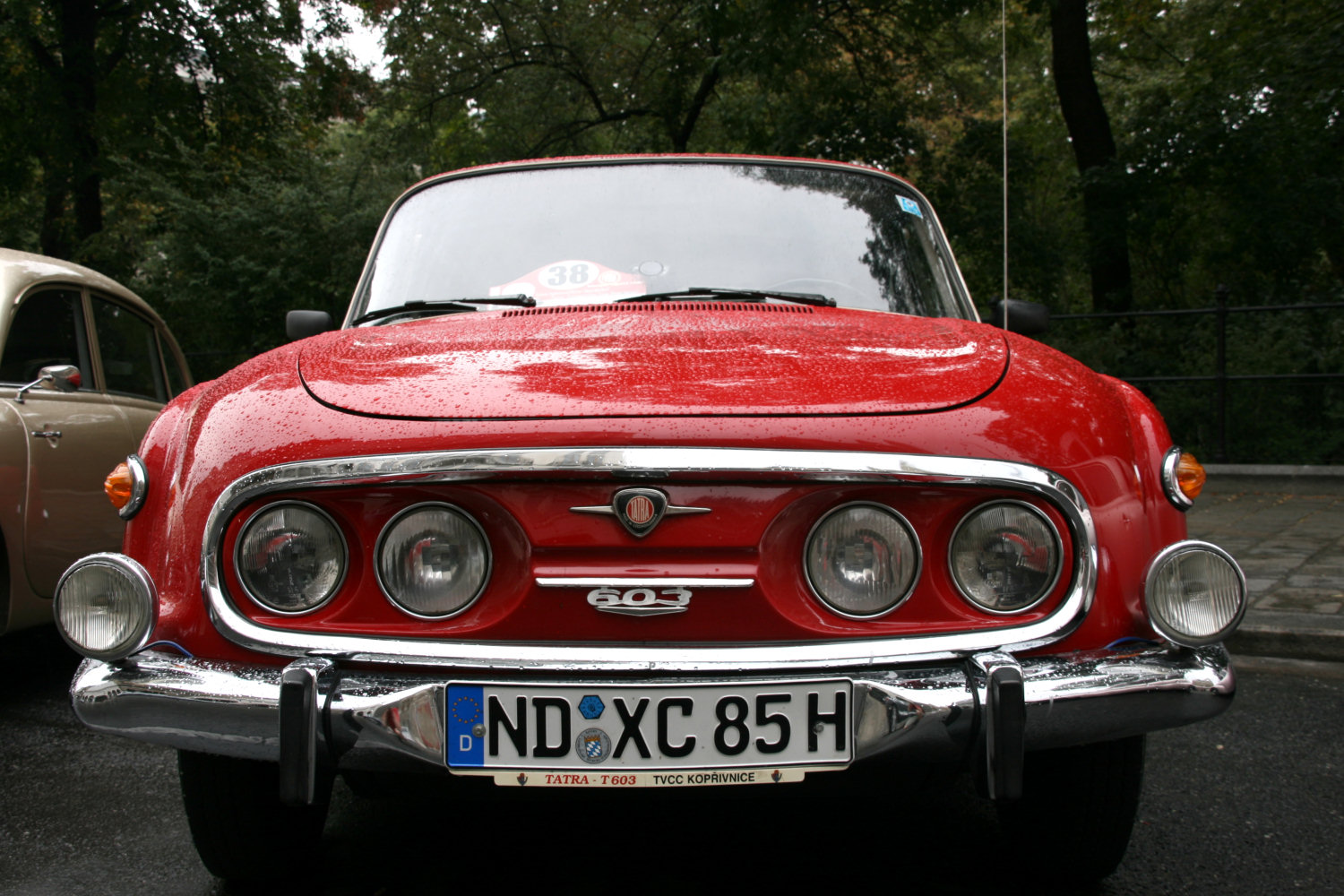
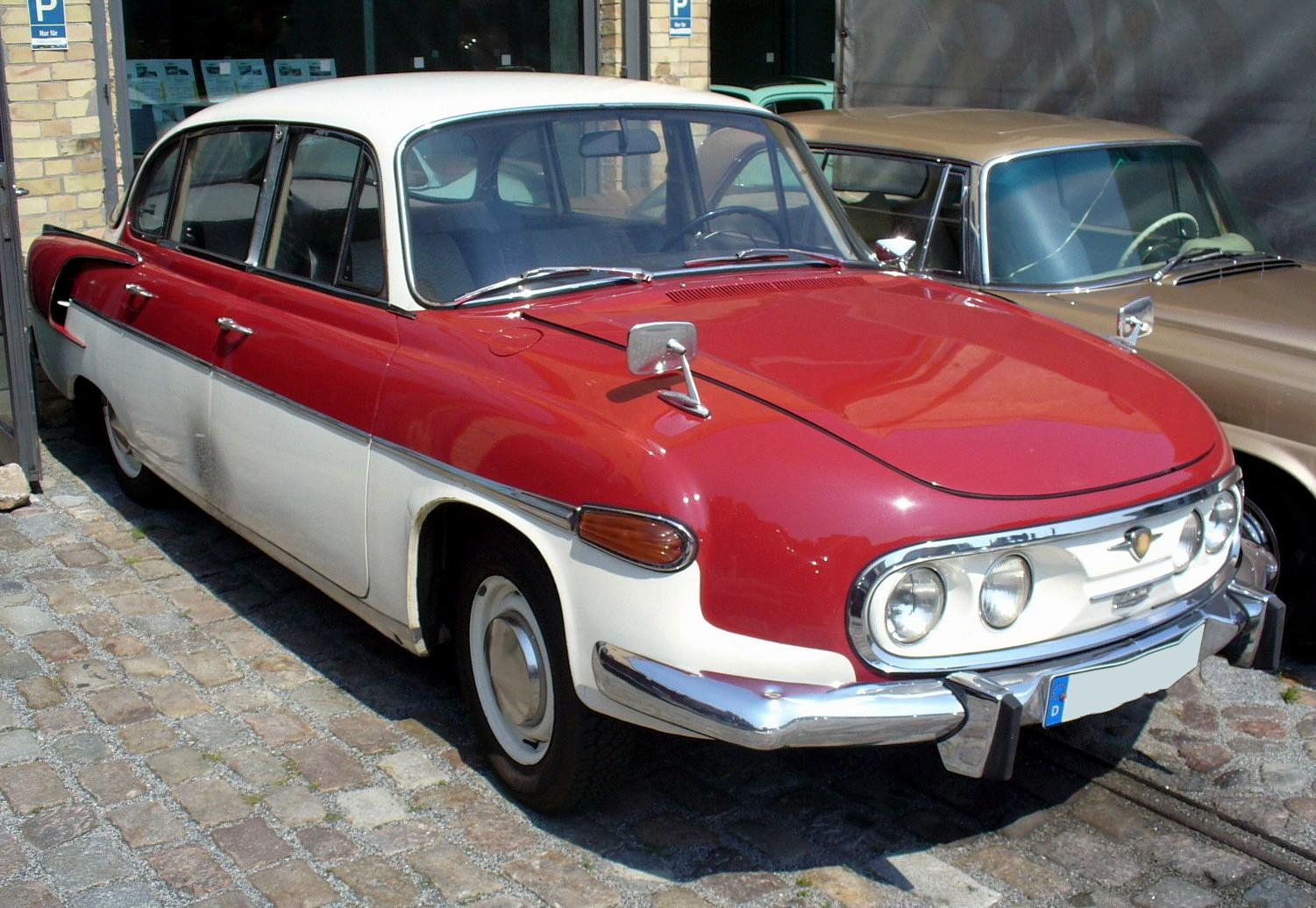